# Maciej Krzyżan
Maciej Krzyżan (ur. 26 stycznia 1965 w Namysłowie) – polski poeta, autor szkiców i recenzji.

## Życiorys
Dzieciństwo spędził w Kłecku. Od 1978 mieszka w Gnieźnie. Absolwent filologii polskiej Uniwersytetu im. Adama Mickiewicza w Poznaniu. Zadebiutował na IV Piastowskim Lecie Poezji (17 i 18 września 1982) wygrywając Turniej Jednego Wiersza. W 1981 współzałożyciel i członek Poetyckiej Grupy Efektystów, działającej w Gnieźnie, a potem w Poznaniu do 1986 r. Od roku 2015 należy do Stowarzyszenia Pisarzy Polskich. Związany artystycznie z Galerią Autorską Jana Kaji i Jacka Solińskiego w Bydgoszczy.

## Publikacje
- Okruchy, (2008)
- Tymczasem wracam do swoich, (2011)
- In tempus praesens, (2013)
- Rekolekcje, czyli zapiski z trzeciego piętra, (2013)
- Poezja (nie)hermetyczna i podobne rytmy, czyli idąc dalej, (2015)
- Tęsknota. Wybór wierszy, (2017)
- Duszyczka, (2019)
- 33 wiersze albo powidoki, (2021)
- całkiem INNY WYBÓR wierszy, (2022)[8]

## Nagrody
Tom Duszyczka został wyróżniony w 2020 roku przez Kapitułę Nagrody Literackiej im. Księdza Jana Twardowskiego.